# Витанци
Витанци (на македонска литературна норма: Витанци) е село в Северна Македония, част от община Чашка.

## География
Витанци е село в източната част на областта Грохот, разположено югозападно от град Велес, на около 5 километра западно от общинския център Чашка.

## История
В XIX век Витанци е българско село във Велешка кааза на Османската империя. В „Етнография на вилаетите Адрианопол, Монастир и Салоника“, издадена в Константинопол в 1878 година и отразяваща статистиката на населението от 1873 Витанци (Vitantzi) е посочено като село с 9 домакинства и 38 жители българи. Според статистиката на Васил Кънчов („Македония. Етнография и статистика“) в края на XIX век селото има 60 жители, всички българи християни.
Според статистиката на секретаря на Българската екзархия Димитър Мишев („La Macédoine et sa Population Chrétienne“) в 1905 година във Витанци (Viantzi) живеят 80 българи екзархисти.
След Междусъюзническата война в 1913 година селото остава в Сърбия.
На етническата си карта от 1927 година Леонард Шулце Йена показва Витанци (Vitanci) като българско християнско село.